# 萨普卡伊米林
萨普卡伊米林是巴西米纳斯吉拉斯州的一个市镇。总面积284.796平方公里，总人口5772人，人口密度20.3人/平方公里。